# Dvärgsignal

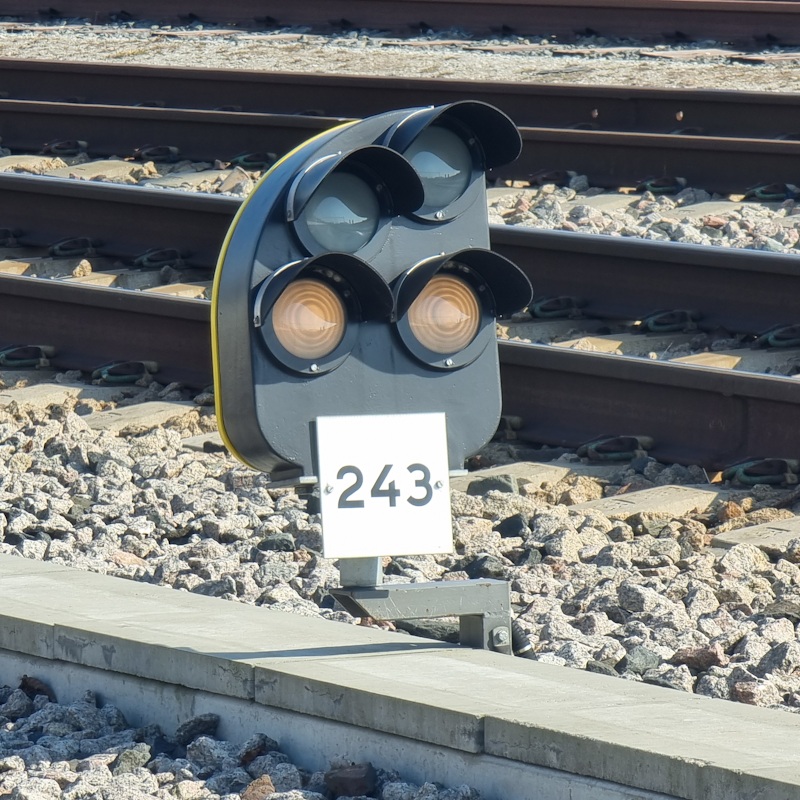
Dvärgsignalen 243 på driftplatsen Ystad. Signalbilden är "vågrätt", det vill säga stopp för samtliga rörelseformer som saknar ett stoppassagemedgivande.

Dvärgsignal är i Sverige en typ av järnvägssignal oftast placerad på marken med fyra vita lampor i kvadrat. Den gäller för växlingsrörelser (inte tåg) och kan genom olika kombinationer av tända lampor ge olika besked.
- Vågrätt - stopp
- Lodrätt - rörelse tillåten, fri väg
- Snett vänster - rörelse tillåten, hinder finns (i allmänhet vagnar man ska växla med)
- Snett höger - rörelse tillåten, kontrollera växlar och hinderfrihet (går mot område som inte är kontrollerat med teknik).

Den kan även vara kompletterad med en röd och två gröna lampor, och har då den kombinerade funktionen av dvärgsignal och huvudsignal, och kallas då huvuddvärgsignal.
Liknande signaler finns även i andra länder. 